# Сискова
Сиско́ва (рос. Сыскова) — присілок у складі Пишминського міського округу Свердловської області.
Населення — 94 особи (2010, 108 у 2002).
Національний склад станом на 2002 рік: росіяни — 97 %.